# Port lotniczy Adrar
Port lotniczy Adrar (IATA: AZR, ICAO: DAUA) – port lotniczy położony w Adrar, w prowincji Adrar, w Algierii.

## Linie lotnicze i połączenia
| Linia Lotnicza   | Kierunek                                                                                |
| ---------------- | --------------------------------------------------------------------------------------- |
| Air Algerie      | 1. Algier 2. Bordż Mochtar 3. Konstantyna 4. In Salah 5. Oran 6. Ouargla 7. Tamanrasset |
| Tassili Airlines | 1. Algier 2. Oran                                                                       |